# Exophthalmus
Exophthalmus är ett släkte av skalbaggar. Exophthalmus ingår i familjen vivlar.

## Dottertaxa tillExophthalmus, i alfabetisk ordning[1]
- Exophthalmus agrestis
- Exophthalmus albidus
- Exophthalmus albolineatus
- Exophthalmus albovittatus
- Exophthalmus bilineatus
- Exophthalmus bivittatus
- Exophthalmus caeruleovittatus
- Exophthalmus carneipes
- Exophthalmus clathratus
- Exophthalmus crassicornis
- Exophthalmus cupreipes
- Exophthalmus cuprirostris
- Exophthalmus distigma
- Exophthalmus duplicatus
- Exophthalmus fasciatus
- Exophthalmus festivus
- Exophthalmus forsstroemi
- Exophthalmus interpositus
- Exophthalmus laetus
- Exophthalmus leucographus
- Exophthalmus lunaris
- Exophthalmus mannerheimi
- Exophthalmus margaritaceus
- Exophthalmus nubilus
- Exophthalmus olivieri
- Exophthalmus opulentus
- Exophthalmus ornatus
- Exophthalmus plicatus
- Exophthalmus pulchellus
- Exophthalmus quadrivittatus
- Exophthalmus roralis
- Exophthalmus scalaris
- Exophthalmus scalptus
- Exophthalmus senegallensis
- Exophthalmus sommeri
- Exophthalmus squamipennis
- Exophthalmus sulcicrus
- Exophthalmus sulcipennis
- Exophthalmus tessellatus
- Exophthalmus triangulifer
- Exophthalmus verecundus
- Exophthalmus vermiculatus
- Exophthalmus viridilineatus
- Exophthalmus vittatus
- Exophthalmus vitticollis